# Beussent
Beussent é uma comuna francesa na região administrativa de Altos da França, no departamento de Pas-de-Calais. Estende-se por uma área de 15,93 km². Em 2010 a comuna tinha 547 habitantes (densidade: 34,3 hab./km²).